# Comuna Velîkîi Kobeleaciok, Novi Sanjarî
Velîkîi Kobeleaciok (în ucraineană Великий Кобелячок) este o comună în raionul Novi Sanjarî, regiunea Poltava, Ucraina, formată din satele Kozubî, Șovkopleasî, Sulîmî și Velîkîi Kobeleaciok (reședința).

## Demografie
Componența lingvistică a comunei Velîkîi Kobeleaciok
     Ucraineană (96,7%)
     Rusă (1,74%)
     Alte limbi (0,82%)
Conform recensământului din 2001, majoritatea populației comunei Velîkîi Kobeleaciok era vorbitoare de ucraineană (96,7%), existând în minoritate și vorbitori de rusă (1,74%).